# Galczyczki
Galczyczki – wieś w Polsce położona w województwie wielkopolskim, w powiecie konińskim, w gminie Wierzbinek, na południe od wsi Galczyce.
W latach 1975–1998 miejscowość należała administracyjnie do województwa konińskiego.
Etymologia nazwy wsi wywodzi się od pobliskiej miejscowości Galczyce. Wedle dokumentów historycznych: w 1489 zapisywana była jako Galyczycze Minor; w drugiej połowie XVI w. Galiczicze minor; w 1634 Gałczyce Minor; w 1674 Galczyce Minior; od 1827 w obecnym brzmieniu.